# Juan Rodolfo Laise
Juan Rodolfo Laise (22 de fevereiro de 1926 – 22 de julho de 2019) foi um bispo católico romano argentino.
Rodolfo Laise nasceu na Argentina e foi ordenado ao sacerdócio em 1949. Foi nomeado bispo titular de Iomnium e bispo coadjutor de San Luis, na Argentina, em 1971. Ele então serviu como bispo da diocese de 1971 até que o Papa João Paulo II aceitou a sua renúncia por motivos de idade em 6 de junho de 2001.